# Dave Chappelle
Ej att förväxla med David LaChapelle.
David Khari Webber "Dave" Chappelle, född 24 augusti 1973 i Washington, D.C., är en amerikansk ståuppkomiker, skådespelare, författare och producent. Chappelle hade sitt eget TV-program, Chappelle's Show, som i Sverige sändes på MTV. Han är framstående inom ståuppkomik.
Chapelle föddes i Washington DC men växte upp i Silver Spring i Maryland.

## Filmografi (urval)
- 1993 – Robin Hood – karlar i trikåer
- 1996 – Den galna professorn
- 1997 – Con Air
- 1998 – Du har mail
- 1998 – Half Baked
- 1999 – Blue Streak
- 2000 – Screwed
- 2002 – Undercover Brother
- 2018 – A Star Is Born